# Javier Rey
Francisco Javier Rey Lago (Noya, España; 25 de febrero de 1980) es un actor español, reconocido por sus papeles en televisión, especialmente por protagonizar Fariña (2018).

## Biografía
Nacido en 1980 en Noya, en la provincia de La Coruña (España), hijo de Divina Lago y Javier Rey, capitán de un barco pesquero. Durante su infancia soñaba con ser ciclista profesional, sin embargo, cambió ese plan deportivo para cursar estudios de Técnico de Laboratorio para dedicarse a la enfermería, aunque los abandonó tras empezar a actuar en un grupo de teatro amateur de su pueblo. A los veinte años se trasladó a Madrid para estudiar interpretación, mientras trabajaba de teleoperador y acomodador en los cines acteón, y vendiendo pescado y marisco por Internet.
En 2005, apareció en un episodio de la serie de televisión Al filo de la ley. Dos años después, participó en Valderrei, serie de la televisión autonómica gallega, y en Amar en tiempos revueltos, de Televisión Española. Debutó en el cine en la comedia 8 citas (2008). En 2010 logró su primer personaje importante en Hispania, la leyenda (Antena 3) como  Alejo de Urso.
En 2012 fichaba por Bandolera, donde compartió protagonismo con Marta Hazas o Carles Francino. Después de esta serie, llegó Isabel en TVE, protagonizada por Michelle Jenner y Rodolfo Sancho en los papeles los Reyes Católicos, donde encarnaba a Diego Pacheco, II Marqués de Villena. Más adelante, ganó popularidad en la serie Velvet (Antena 3, 2013-2016), con su interpretación de Mateo Ruiz, papel que siguió interpretando en su continuación Velvet Colección (2017-2019) en Movistar+.
En 2016 encarnó a Cristóbal Balenciaga en la miniserie de Telecinco Lo que escondían sus ojos. Pero su gran papel vino de la mano de su interpretación de Sito Miñanco, el narco protagonista de la serie de Antena 3 Fariña (2018), adaptación del libro homónimo de Nacho Carretero, sobre el mundo del narcotráfico en Galicia, por la cual obtuvo diversos reconocimientos como mejor actor protagonista en los Premios Feroz, los Premios Iris y los Fotogramas de Plata, además de nominaciones en la misma categoría en los Premios Platino y los Premios de la Unión de Actores y Actrices.
En 2019 protagonizó la primera temporada de la serie Hache como el mafioso Malpica. También fue el protagonista de la película cómica ¿Qué te juegas? y de la cinta de suspenso El silencio de la ciudad blanca dirigida por Daniel Calparsoro. Un año más tarde participó en la serie Mentiras como Xavier Vera; y como principal protagonista en las películas Orígenes secretos, una película de superhéroes donde interpreta a Vértice, y El verano que vivimos, donde interpreta a Gonzalo, un joven que se enamora de la mujer de su amigo, lo que le llevará a tener graves problemas.
En 2023 volvió a encabezar el reparto de una serie con Los pacientes del doctor García, donde interpreta al doctor Guillermo García Medina, un hombre comunista que se debe mantener con la identidad falsa de Rafael Cuesta Sánchez para sobrevivir durante la Dictadura de Francisco Franco. En 2024 protagonizó la película de terror sobrenatural La mujer dormida junto a Almudena Amor y la miniserie de misterio de Netflix La última noche en Tremor, creada por Oriol Paulo, donde interpreta a Álex de la Fuente, un pianista que se muda a Asturias para volver a tener inspiración.

## Filmografía

### Cine
| Año  | Título                          | Personaje                    | Director                         |
| ---- | ------------------------------- | ---------------------------- | -------------------------------- |
| 2008 | 8 citas                         | Pablo                        | Peris Romano y Rodrigo Sorogoyen |
| 2014 | Meñique y el espejo mágico      | Meñique (voz)                | Ernesto Padrón                   |
| 2016 | Kiki, el amor se hace           | Javier                       | Paco León                        |
| 2018 | Sin fin                         | Javier                       | Hermanos Alenda                  |
| 2019 | ¿Qué te juegas?                 | Roberto Allende-Salazar      | Inés de León                     |
| 2019 | El silencio de la ciudad blanca | Unai López de Ayala «Kraken» | Daniel Calparsoro                |
| 2020 | El verano que vivimos           | Gonzalo Medina               | Carlos Sedes                     |
| 2020 | Orígenes secretos               | David Valentín / Vértice     | David Galán Galindo              |
| 2021 | La casa del caracol             | Antonio Prieto               | Macarena Astorga                 |
| 2022 | La cima                         | Mateo                        | Ibon Cormenzana                  |
| 2022 | Historias para no contar        | Raúl                         | Cesc Gay                         |
| 2024 | La mujer dormida                | Agustín                      | Laura Alvea                      |

### Televisión
| Año       | Título                          | Personaje                          | Notas                                     |
| --------- | ------------------------------- | ---------------------------------- | ----------------------------------------- |
| 2005      | Al filo de la ley               | Darío                              | 1 episodio                                |
| 2007      | Valderrei                       | Rafa                               | Elenco principal; 86 episodios            |
| 2007      | Amar en tiempos revueltos       | Sancho                             | Elenco recurrente; 3 episodios            |
| 2008–2010 | Impares                         | Esteban Carrer                     | Elenco recurrente; 3 episodios            |
| 2009      | Marisol, la película            | Carlos Goyanes                     | Recurrente (miniserie); 2 episodios       |
| 2009      | La chica de ayer                | José Cristóbal «Cris» Mateo        | Elenco principal; 8 episodios             |
| 2009      | La que se avecina               | Manuel                             | 1 episodio                                |
| 2010–2012 | Hispania, la leyenda            | Alejo de Urso                      | Elenco principal; 19 episodios            |
| 2011      | Operación Malaya                | Miguel Ángel Torres Segura         | Película de televisión                    |
| 2012–2013 | Bandolera                       | Raúl Delgado                       | Elenco recurrente; 99 episodios           |
| 2012–2014 | Isabel                          | Diego López Pacheco y Portocarrero | Elenco recurrente; 11 episodios           |
| 2014–2016 | Velvet                          | Mateo Ruiz Lagasca                 | Elenco principal; 54 episodios            |
| 2016      | Lo que escondían sus ojos       | Cristóbal Balenciaga               | Elenco principal (miniserie); 4 episodios |
| 2017      | El final del camino             | Pedro de Catoira                   | Elenco principal; 8 episodios             |
| 2017–2019 | Velvet Colección                | Mateo Ruiz Lagasca                 | Elenco principal; 17 episodios            |
| 2018      | Fariña                          | Sito Miñanco                       | Protagonista; 10 episodios                |
| 2019      | Hache                           | Salvador Malpica                   | Protagonista (T1); 8 episodios            |
| 2020      | Mentiras                        | Xavier «Xavi» Vera                 | Protagonista; 6 episodios                 |
| 2022      | Las de la última fila           | David                              | Elenco recurrente; 6 episodios            |
| 2023      | Los pacientes del doctor García | Guillermo García Medina            | Protagonista; 10 episodios                |
| 2024      | La última noche en Tremor       | Álex de la Fuente                  | Protagonista; 8 episodios                 |
| 2025      | La frontera                     | Mario Sanz                         | Elenco principal; 6 episodios             |

### Cortometrajes
- La última secuencia, reparto. Dir. Arturo Ruiz y Toni Bestard (2010)
- Lone-illness, como Him. Dir. Virginia Llera (2011)
- La tercera historia, como Óscar. Dir. Amanda Rolo (2012)
- Inertial love, reparto. Dir. César Esteban Alenda y José Esteban Alenda (2013)
- Not the end, como David. Dir. César Esteban Alenda y José Esteban Alenda (2014)

### Teatro
- Ubú rey, como Capitán Bordure. Dir. Alfred Jarry. Cía. Éteatro (2001)
- Exercicios de amor ... Polo teatro, como Ramón y Agamenón. Cía. Éteatro (2002)
- Concerto, como Dos. Dir. Manuel Lourenzo. Cía. Éteatro (2002)
- Matanza, como Cerdo. Dir. Roberto Salgueiro. Cía. Escama Teatro (2003)
- Estación de Juego, como Trípode. Dir. A. Jornet, M. Alcantud, E. Díaz y J. Sánchez. Cía. Cuarta Pared (2005)
- Los miércoles no existen, como César. Dir. Peris Romano. Cía. Produccionesoff (2013-2015)

## Premios y nominaciones

#### Premios Platino
| Año  | Categoría                                               | Película/Serie | Resultado |
| ---- | ------------------------------------------------------- | -------------- | --------- |
| 2019 | Mejor interpretación masculina en miniserie o teleserie | Fariña         | Nominado  |

Premios Feroz
| Año  | Categoría                                   | Serie  | Resultado |
| ---- | ------------------------------------------- | ------ | --------- |
| 2019 | Mejor interpretación masculina de una serie | Fariña | Ganador   |

Premios Iris
| Año  | Categoría                      | Serie  | Resultado |
| ---- | ------------------------------ | ------ | --------- |
| 2018 | Mejor interpretación masculina | Fariña | Ganador   |

Premios Mestre Mateo
| Año  | Categoría                                   | Película/Serie      | Resultado |
| ---- | ------------------------------------------- | ------------------- | --------- |
| 2017 | Mejor interpretación masculina protagonista | El final del camino | Nominado  |

Festival de Málaga
| Año  | Categoría                       | Película | Resultado |
| ---- | ------------------------------- | -------- | --------- |
| 2018 | Biznaga de Plata al mejor actor | Sin fin  | Ganador   |

### Otros premios
- Premio al mejor actor de cortometraje por Not The End en los premios Mostra Curtas Noia (2015)
- Nominación a la mejor actuación revelación por su personaje Mateo Ruiz en Velvet, en los Premios Paramount (2016)
- Nominación al premio del jurado Orbayu al mejor actor por El alquiler en la XI edición del Festival Europeo de Cortometrajes Villamayor de cine (2018)[19]
- Premio Chico Cosmo 2018
- Actor del siglo XXI concedido por el festival de Medina del Campo
- Premio mejor actor de televisión en los Fotogramas 2018